# 利薩鄉 (特列奧爾曼縣)

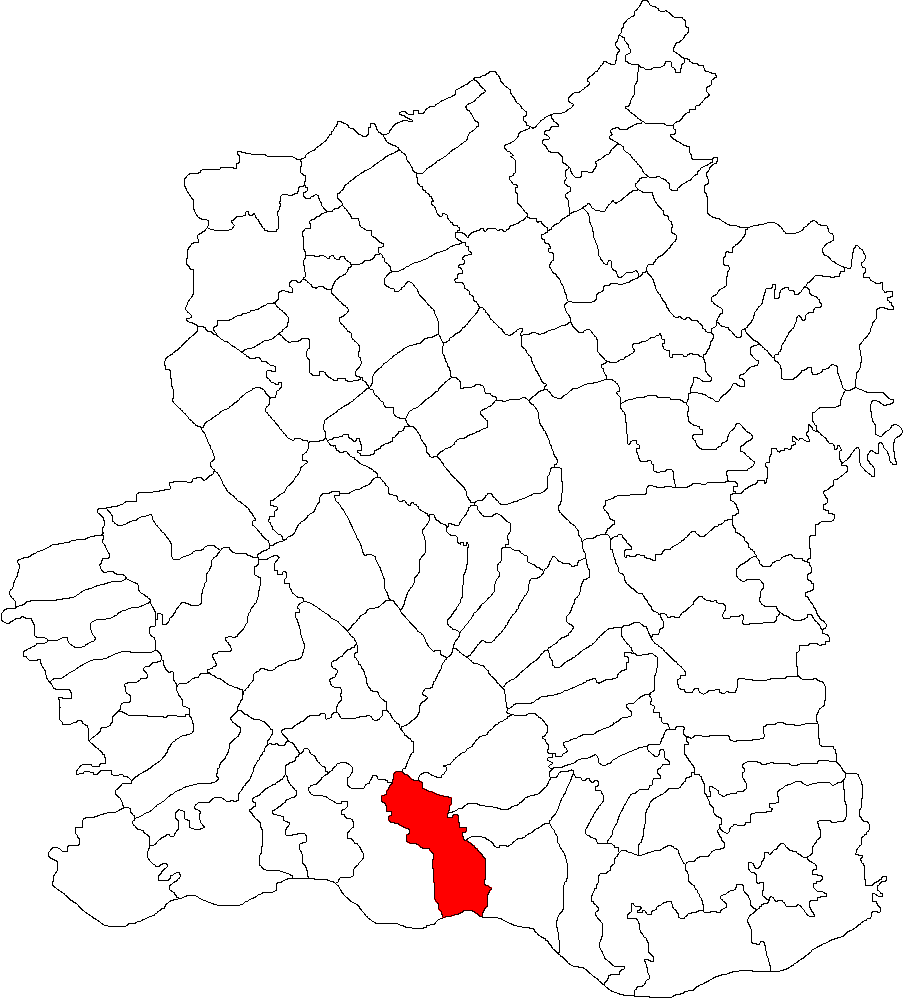

43°48′N 25°08′E / 43.800°N 25.133°E
利薩鄉（羅馬尼亞語：Comuna Lisa, Teleorman），是羅馬尼亞的鄉份，位於該國南部，由特列奧爾曼縣負責管轄，面積76平方公里，海拔高度76米，2007年人口2,365，人口密度每平方公里31人。